# Telocricus juvenis
Telocricus juvenis är en mångfotingart som först beskrevs av Chamberlin 1918.  Telocricus juvenis ingår i släktet Telocricus och familjen storjordkrypare.
Artens utbredningsområde är Haiti. Inga underarter finns listade i Catalogue of Life.